# Aggäus van Albada
Aggäus van Albada (auch Aggaeus von Albada, Aggaeus Albada, Agge van Albada; * in Westfriesland; † 7. September 1610) war Jurist und Staatsrat der Generalstaaten und wurde als solcher auf dem Kölner Pazifikationskongress von 1579 zum Sprecher ernannt. Daneben wirkte er als Assessor am Reichskammergericht in Speyer.

## Leben
Aggäus van Albada entstammte einem westfriesischen Patriziergeschlecht. Er studierte Jura an der Universität Bourges in Zentralfrankreich. Erstmals urkundlich erwähnt wurde er allerdings erst im Jahr 1553. Damals tauchte er als Jurist am friesischen Gerichtshof in Leeuwarden auf. Durch die Empfehlung von Verwandten gelangte er als Assessor an das Reichskammergericht in Speyer. Albada gehörte keinem der beiden Lager im Konfessionszeitalter an, sondern rechnete sich den sogenannten Schwenckfeldern zu, die ihren Ursprung mit dem Reformator Kaspar Schwenckfeld in Schlesien hatten. Dabei war er vom Humanisten Dirck Volkertszoon Coornhert für die Glaubensrichtung gewonnen worden. Mit seiner Glaubenshaltung wurde Albada von Protestanten wie Katholiken gleichermaßen abgelehnt und geriet mehrmals in die Kritik.
1570 beschwerten sich die Speyerer Jesuiten bei Graf von Monte Agnudo über Albadas Glaubenspraktiken und beendeten damit die Anstellung Albadas. In der Folgezeit wirkte er ein knappes Jahr in Köln, ehe er am 11. Juni 1571 als Rat und Diener für vier Jahre in die Dienste des Würzburger Fürstbischofs Friedrich von Wirsberg genommen wurde. In einer zweiten Bestallungsurkunde aus dem September 1571 wurde dem Jurist die freie Religionsausübung gewährt. Wirsberg schätzte Albada und stellte die Miete für ihn. Außerdem erhielt er von Friedrich von Wirsberg einen Schreiber gestellt. Jedoch kritisierte der Bischof auch die Abwesenheit Albadas in den Ratssitzungen.
Die religiöse Haltung Albadas führte allerdings auch in Würzburg zu Konflikten. Die Jesuiten in der katholischen Bistumshauptstadt versuchten mehrfach den Juristen zum Katholizismus zu bekehren. Dabei erhielten sie indirekt Unterstützung durch den Domdekan Julius Echter von Mespelbrunn, dem späteren Fürstbischof. Auf Julius Echter von Mespelbrunn traf Albada noch einmal im Jahr 1579, als beide am sogenannten Pazifikationskongress in Köln teilnahmen. Zuvor hatte sich Aggäus van Albada nach dem Ende seiner Dienstzeit wieder in Richtung der Niederlande orientierte.
Diese waren inzwischen im Begriff, sich von der habsburgischen Herrschaft loszusagen. Abbada wurde von den als Parlament fungierenden Generalstaaten zum Staatsrat gewählt und stieg auf dem Pazifikationskongress in Köln, wegen seiner Vergangenheit im Heiligen Römischen Reich, zum Sprecher auf. Am 21. Mai 1579 trug Albada auf dem Kongress eine Verteidigung für die Unabhängigkeit der Generalstaaten vor, die später auch schriftlich im Druck erschien. Nach dem Ende des Kongresses zog sich Albada ins Privatleben zurück und lehnte mehrere Angebote der Generalstaaten zur politischen Betätigung ab. 1588 ist er als Doktor beider Rechte nachweisbar. 1598 war Albada am Reichskammergericht im Diensten des Hochstifts Würzburg tätig. Er starb im Jahr 1610, wobei er die letzten Lebensjahre in Köln verbracht hatte.